# Georges Imbert
Pour les articles homonymes, voir Imbert.
Georges Christian Peter Imbert, né le 26 mars 1884 à Niederstinzel et mort le 6 février 1950 à Sarre-Union, est un ingénieur chimiste français.

## Biographie
Georges Christian Pierre Imbert est le fils de Caroline Muller et de Pierre Imbert. Il est l'aîné de quatre enfants. Son père, employé télégraphiste, deviendra chef de gare à Diemeringen.
Après des études primaires à Diemeringen, il fréquente le lycée de Sarreguemines. Son père l'inscrit à l'École de Chimie de Mulhouse. Au bout de trois ans, il en sort avec un diplôme d'ingénieur chimiste.
À l'âge de 20 ans, en 1904, il dépose son premier brevet. Pendant les dix années suivantes, il développe différents procédés industriels et dépose plus d'une quinzaine de brevets. En 1908, il met à contribution ces différents procédés, pour créer, à Diemeringen, une fabrique de savon. Il intervient aussi en Angleterre comme chercheur à Manchester.
De 1915 à 1918, Georges Imbert est enrôlé dans l'armée allemande où il intervient comme chimiste dans l'usine Königswarter und Ebell à Linden et dans l'usine Pintsch à Berlin. À la démobilisation en 1918, il fabrique du savon au moulin de Diemeringen, que son oncle met à sa disposition.
À la même époque, il se lance dans des expérimentations de transformation du charbon en carburant liquide. Il réussit à fabriquer de l'essence synthétique, mais sa production s'avère trop chère. Il abandonne alors la solution du carburant liquide et s'intéresse aux générateurs à gaz. Dès 1920, il réalise un générateur fonctionnant au charbon de bois.

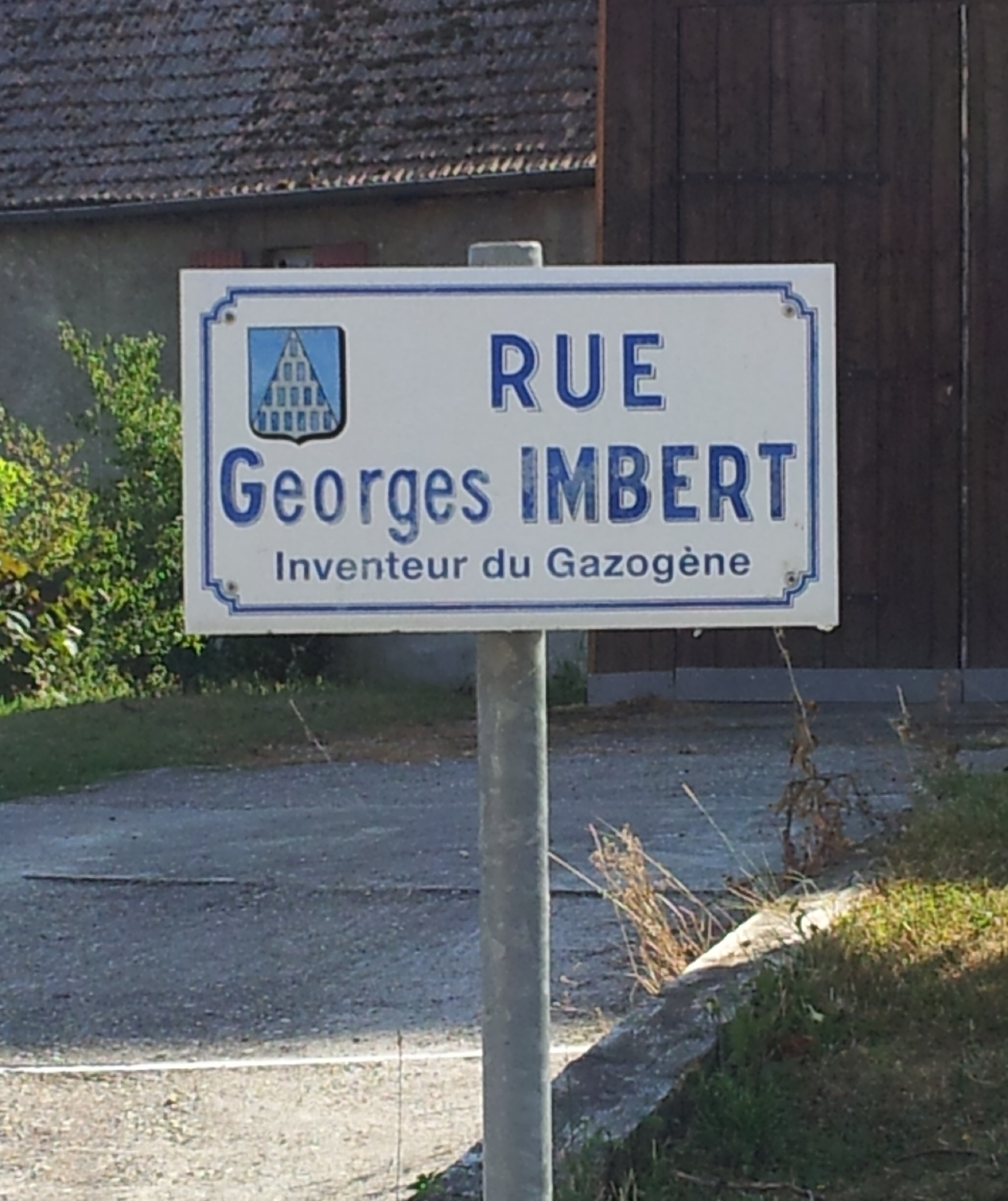
Une rue de Niederstinzel porte son nom.

En 1921, il construit un gazogène à charbon de bois. Deux ans plus tard (1923), il réussit la gazéification destinée à un véhicule. En 1923, l'Armée, informée par De Dietrich de l'invention, demande à Georges Imbert de construire un gazogène à bois pour le gouvernement français. À Sarre-Union, rue de Bitche, à la manufacture de chapeau, il installe son usine de gazogène (1925).
À Reichshoffen, De Dietrich, qui a la capacité industrielle au niveau de la métallurgie et de l'automobile, lui installe un atelier de recherche dans l'usine de chemin de fer. En 1925, il fait breveter différents procédés sur les gazogènes. De Dietrich, de son côté dépose également un brevet sur les gazogènes, ce qui pousse Imbert à mettre fin à ce partenariat en 1926.
Après avoir acheté le Chalet, une demeure de Sarre-Union, il crée la Compagnie générale des gazogènes Imbert en 1930. Malgré l'engouement d'André Maginot, ministre de la Guerre, le gazogène a du mal à percer en France. En 1931, Georges Imbert se voit obliger de vendre certaines de ses licences à son représentant en Allemagne.
En 1934, son frère Jean-Paul, essaie de vendre des gazogènes aux Américains.
Le succès en Allemagne permet à Imbert de continuer à développer sa technique à Sarre-Union. Il met au point un gazogène pouvant utiliser du bois vert sans encrasser le moteur. À l'évacuation de Sarre-Union en mai 1940, il s'installe avec sa famille à Épinal dans les Vosges. À son retour en septembre de la même année, il se remet au travail en devenant salarié de son ancienne entreprise rachetée par Imbert Köln.
L'Allemagne utilise le gazogène à bois dans toutes les opérations militaires sur des chars, des automitrailleuses et des camions de transport de munitions. À son soixantième anniversaire, pour les services rendus, l'Allemagne le décore de la Croix du Mérite.
Ayant perdu un fils sur le front russe et se sentant responsable, sans compter que la chute de l'Allemagne était inéluctable, Imbert fou de douleur, sombre dans l'alcoolisme.
En décembre 1944, Sarre-Union est libérée par les Américains. Georges Imbert n'est pas emprisonné, du fait qu'il a été salarié des Allemands, comme beaucoup d'autres en Europe. Par contre, en 1945, ses biens sont mis sous séquestre et vendus comme dommage de guerre. Il se désintéresse de tout et meurt quelques années plus tard, en 1950, à l'âge de 65 ans.